# Вольмарская учительская семинария
Вольмарская учительская семинария (нем. Das Ritterschaftliche Parochiallehrer-Seminar zu Livland) — учебное заведение для подготовки учительских кадров для школ Лифляндской губернии, созданное при поддержке Лифляндского рыцарства в Вольмаре (1839—1853), позже перенесённое в Валк (1853—1890), первая в Лифляндии школа для подготовки латышских учителей. Поскольку финансировало школу местное дворянство, она считалась частной или земской.
Более 40 лет, с 1839 по 1881 год, семинарию возглавлял латышский просветитель и музыкант, основатель традиции латышского многоголосного хорового пения Янис Цимзе (1814—1881). Полный курс в семинарии первого периода окончили 479 выпускников (до 1890 года) и 520 во второй период, с 1902 по 1919 год, преимущественно латыши. Латышский язык был одним из обязательных предметов, изучавшихся в семинарии. Кроме того, на латышском преподавались Закон Божий и пение.
Несмотря на то, что семинария Цимзе считалась латышским учебным заведением и готовила учителей для латышского народа, участники Атмоды (в том числе К. Бауманис и А. Кронвальд) впоследствии упрекали директора семинарии в недостатке национального самосознания.

## Предыстория
В 1738 году владелица Вольмарского поместья Магдалена Елизавета фон Халларт с разрешения предводителя Лифляндского дворянства Иоганна Балтазара фон Кампенгаузена и благочинного Лифляндии Якоба Фишера открыла в Вольмаре приходскую школу подготовки учителей, или дьяконат для помощников учителей. Рядом с дьяконатом был построен меньший дом для собраний латышей. Позднее на Овечьем холме, на берегу Гауи, был построен более просторный дом с отдельными залами для встреч представителей немецкой и латышской общин. Открытые учительские курсы действовали до 1744 года в соответствии с тенденцией того времени, распространившейся на западе Российской империи и в сопредельных странах. Однако эта тенденция стала массовой только с 1840-х годов, когда в Лифляндии начался массовый переход крестьян в православие. К этому побуждала не только надежда получить землю в российских губерниях, но и желание освободиться от налога, взимавшегося в пользу лютеранской церкви.

## Учительская семинария в Вольмаре и Валке (1839—1890)
После освобождения крестьян в 1819 году Лифляндское рыцарство решило открыть приходскую учительскую семинарию для подготовки педагогов для народных училищ и приходских школ.
Синод лютеранской консистории по предложению вольмарского пастора Фердинанда Вальтера (1801—1869) в 1834 году избрал Яниса Цимзе главой семинарии и отправил его за границу для подготовки к этой должности. В 1836—1839 годах Цимзе учился в семинарии в Вайсенфельсе, а затем отправился в путешествие по Германии, Швейцарии, Австрии и Италии, чтобы познакомиться с передовыми методами педагогического образования того времени.
В 1838—1839 годах он изучал в семинариях Ф. А. Дистервега дидактику и математику, Л. Эрка — музыку, в Берлинском университете.
В 1839 году в Вольмаре была открыта Учительская семинария при приходском училище, а в 1853 году она была перенесена в специально построенное здание в Валке, где работала до 1890 года.
Вольмарская учительская семинария послужила одним из образцов для создания сети аналогичных учебных заведений во всей Российской империи, которое широко развернулось с 1872 года.
Учительские семинарии действовали на всей территории Российской империи, их число росло по мере роста количества приходских училищ.
Если к 1 января 1872 г. в России «состояло правильно устроенных» учительских семинарий и школ 25, в том числе 17 правительственных, 7 земских (к которым относилась и Вольмарская), в том числе 5 мужских и 2 женские) и одна частная, то только за 1872 г. открылись еще 13, а к концу года их число возросло до 52.
С усилением русификации Прибалтики в 1890 году немецкая знать закрыла Валкскую учительскую семинарию. После этого учительская семинария с русским языком обучения работала в Риге, а в Вольмаре в 1902 году по проекту рижского окружного архитектора А.Кизельбаша была построена новая, уже государственная школа, подчинённая Рижскому учебному округу.

## Учебные предметы
Студенты изучали в семинарии следующие предметы:
- Библия и история Церкви;
- закон Божий;
- воспитание и педагогика;
- опытно-техническое обучение;
- латышский, немецкий и русский языки;
- история;
- элементарная математика;
- естествознание и его история;
- правописание и рисование;
- пение, игра на скрипке и органе, базовое музыкальное образование (обучение гармонии).

Учебная программа строилась на основе принятого Министерством народного просвещения «Положения об учительских семинариях» 1870 года и «Инструкции для учительских семинарий» 1875 года. На семинарии за пределами Центральной России возлагалась функция подготовки кадров не только для русских, но и для инородных приходских училищ.
Поскольку в Лифляндии студентами семинарии были преимущественно латыши, обучавшиеся за казенный счет, это учебное заведение положило начало повсеместному народному образованию сельского латышского населения и развитию приходских школ.
Они также получали музыкальное образование и навыки хорового пения, способствовавшие впоследствии развитию латышской хоровой культуры и созданию традиции Вселатвийских праздников песни. Первый директор семинарии Янис Цимзе переложил для четырёхголосного пения свыше 300 народных песен.

## Вольмарская учительская семинария (1902—1919)
В 1901 году Министерство просвещения Российской империи предоставило куратору Рижского учебного округа кредит для строительства нового здания для государственной учительской семинарии в Вольмаре. Проект здания в форме буквы Е (от слова «Евангелие») разработал рижский окружной архитектор Алексей Кизельбаш. Он предусматривал, что первый этаж здания предназначается для классов, а второй этаж — для интерната, квартир для учителей и часовни с церковным куполом.
Вольмарская учительская семинария начала работу 17 июля 1902 года, приняв осенью 1902 года на первый курс 40 студентов. В 1903—1904 годах прошла реформа семинарий, которая расширила курс обучения с трех до четырёх лет и позволила увеличить число студентов.
Указом императора Николая II в 1908 году в Вольмарской учительской семинарии было учреждено 20 казённых стипендий по 100 рублей в год каждая, для чего из государственного бюджета выделялось с 1 января 1909 года по 2000 рублей ежегодно. Зарплата подённого рабочего в этот период времени составляла 7 рублей в месяц, поэтому учительской стипендии было достаточно для содержания семьи. Тем же указом царя финансирование хозяйственных нужд семинарии было увеличено на 800 рублей в год.
Зарплата учителя составляла 250—300 рублей в год.
Во время Первой мировой войны в здании семинарии был устроен военный госпиталь Русской Императорской армии, а обучение студентов было организовано во вторую смену в помещениях Вольмарской женской гимназии.
В это время в семинарии начали активно действовать социал-демократические кружки, в которых сформировались большевистские взгляды Владимира Кирша, Яна Преймана, Яна Израэля, Яна Стэна.
В результате наступления немецкой армии и оккупации Риги осенью 1917 года Вольмарская учительская семинария была эвакуирована в город Сызрань в России, однако ещё в 1918 году она выпустила 25 специалистов и в 1919 году ещё 13. Семинарию окончили 424 латыша, 45 эстонцев, 48 русских, 1 белорус, всего 520 человек.

## Выпускники
Семинарию окончили многие прославившиеся в Латвии и Эстонии педагоги (В. Шведе, Х. Эйнерс), хоровые дирижёры (И. Зиле, Ф. Себельманн), композиторы (Давид Цимзе, Карлис Бауманис, А. Кунилейд), музыканты (Я. Сермукслис, А. Ляте и т. д.), писатели (Аусеклис, А. Гренштейн, Юрис Нейкен, Леон Паэгле), художники (Петерис Кундзиньш), пасторы (Адам Енде), военачальники (Янис Алкснис), общественные и государственные деятели (В. Берсонс, К.Якобсонс, Освальд Нодев, Вильгельм Кнорин, Ян Фогель, Александр Зыбин) и многие другие.

## В независимой Латвии
2 августа 1920 года Валкская городская дума приняла решение открыть в здании семинарии реальное училище, которое начало работать 27 сентября. С 1 мая 1921 года оно стало государственной Валкской средней школой, а в сентябре 1929 года она переехала в новое здание, окончательно достроенное только в 1931 году.
1 апреля 1932 года ей было дано имя основателя и первого директора Вольмарской учительской семинарии Яниса Цимзе.
В 1957 году в школе был оборудован краеведческий уголок, а на следующий год — музей.
С 1971 года в старинном здании семинарии находится Валкский краеведческий музей, где представлена экспозиция «Учительская семинария им. Я. Цимзе и культурно-просветительская деятельность её выпускников».